# Югоизточно Сулавеси
Югоизточно Сулавеси е една от провинциите на Индонезия. Населението ѝ е 2 495 248 жители (по преброяване от май 2015 г.), а има площ от 38 068 кв. км. Намира се в часова зона UTC+8.
Религиозният ѝ състав през 2010 г. е: 96,20% мюсюлмани, 2,30% християни и други. Провинцията е разделена административно на 2 града и 10 регентства.